# Dani Löble
Daniel Löble, ou simplesmente Dani Löble (Zurique, 22 de fevereiro de 1973), ex-Rawhead Rexx, é o baterista da banda de power metal alemã, Helloween, desde o início de 2005.
Daniel Loble (Dani Loeble) lançou em 18 de março de 2013, através da editora alemã "Musiktotal Verlag", o seu primeiro livro, "Dani Loeble's Double Bass Drumming - For Not Only Metal!", que é considerado uma biografia escrita em notas sobre a carreira do Dani atrás da bateria e do mundo do heavy metal.

## Discografia

### Álbuns de estúdio - Höllenhunde
- Alptraum (1994) [2]

### Álbuns de estúdio - Rawhead Rexx
- Demo, 1999[carece de fontes?]
- Rebirth (Orchard Records, 2000)
- Rawhead Rexx (AFM Records, 2002)
- Diary In Black (AFM Records, 2004)

### Álbuns de estúdio - Element 58
- April Fools Day (2000) [2]

### Álbuns de estúdio - Helloween
- Keeper of the Seven Keys - The Legacy (2005)
- Gambling with the Devil (2007)
- Unarmed (2009)
- 7 Sinners (2010)
- Straight Out of Hell (2013)
- My God-Given Right (2015)
- Pumpkins United EP (2017)
- Sweet Seductions - Best Of (2017)
- United Forces (2021)
- Helloween [3] (2021)

### Álbuns ao vivo - Helloween
- The Legacy World Tour 2005/2006 Live in Sao Paulo (2007)
- United Alive (2019)

### DVDs
- Keeper Of The Seven Keys - The Legacy: Live On 3 Continents (2007)
- Masters of Rock 2014 (2014)
- Sweet Seductions - Best Of (2017)
- United Alive (2019)